# Myzostoma platypus
Myzostoma platypus is een ringworm uit de familie Myzostomatidae.
Myzostoma platypus werd in 1887 voor het eerst wetenschappelijk beschreven door Graff.